# 横浜市市民文化会館関内ホール
横浜市市民文化会館関内ホール（よこはまししみんぶんかかいかんかんないホール）は、神奈川県横浜市中区にある市営の多目的ホール。通称関内ホール（かんないホール）。

## 概要
かつて、馬車道に面したこの地には横浜宝塚劇場が存在し、1970年代にはこの建物を利用して市民ホールが存在した。1986年老朽化などを理由に、関内大通りに面した旧中区役所とあわせて建て替えが行われ、現在の関内ホールが完成した。
現在は、主に落語などの寄席、ミュージカル、演劇に利用されている。ヨコハマ映画祭も改修工事が行われた2015年を除き1987年以降関内ホールで開催されている。

## 設備概要
- 施設設置者 横浜市
- 大ホール(1,038席)
- 小ホール(264席)
- リハーサル室(4室)
- 指定管理者 かんないアート&メディアパートナーズ（tvkコミュニケーションズ・テレビ神奈川・神奈川新聞社・清光社・横浜市芸術文化振興財団）[2]

## 交通
- JR根岸線関内駅 6分
- 横浜市営地下鉄ブルーライン関内駅 3分
- みなとみらい線馬車道駅 4分

## 脚註
1. ↑  横浜市市民文化会館関内ホール平成25年度業務計画及び収支予算 (PDF)
2. 1 2  かんないアート＆メディアパートナーズ,横浜関内ホール 公式サイト
3. ↑  年表「ヨコハマ映画祭」より。

座標: 北緯35度26分50.01秒 東経139度38分10.47秒 / 北緯35.4472250度 東経139.6362417度